# Luan Polli
Luan Polli Gomes (Meleiro, 6 aprile 1993) è un calciatore brasiliano, portiere del Cuiabá.

## Carriera
Nato a Meleiro nello stato di Santa Catarina, è entrato a far parte del settore giovanile del Figueirense nel 2009 all'età di 15 anni. Il 2 settembre 2012 è stato ceduto in prestito al Flamengo con cui ha fatto il suo esordio fra i professionisti disputando l'incontro del Campionato Carioca pareggiato 2-2 contro il Bangu. Ritornato alla base nel 2014, ha esordito nel Brasileirão l'11 settembre dello stesso anno in occasione dell'incontro pareggiato 1-1 contro il Fluminense.
Il 12 agosto 2016 è stato ceduto in prestito al Boa Esporte dove ha disputato 6 incontri fra seconda e terza serie brasiliana prima di svincolarsi dal Figueirense ad inizio 2018 per firmare con i maltesi del Naxxar Lions. Il 31 luglio 2018 è stato acquistato a titolo definitivo dallo Sport Recife.

## Palmarès

### Competizioni nazionali
- Coppa del Brasile: 1

Flamengo: 2013
- Campeonato Brasileiro Série C: 1

Boa Esporte: 2016

### Competizioni statali
- Campionato Carioca: 1

Flamengo: 2014
- Campionato Catarinense: 1

Figueirense: 2015
- Campionato Pernambucano: 1

Sport Recife: 2019